# Nordö-Link

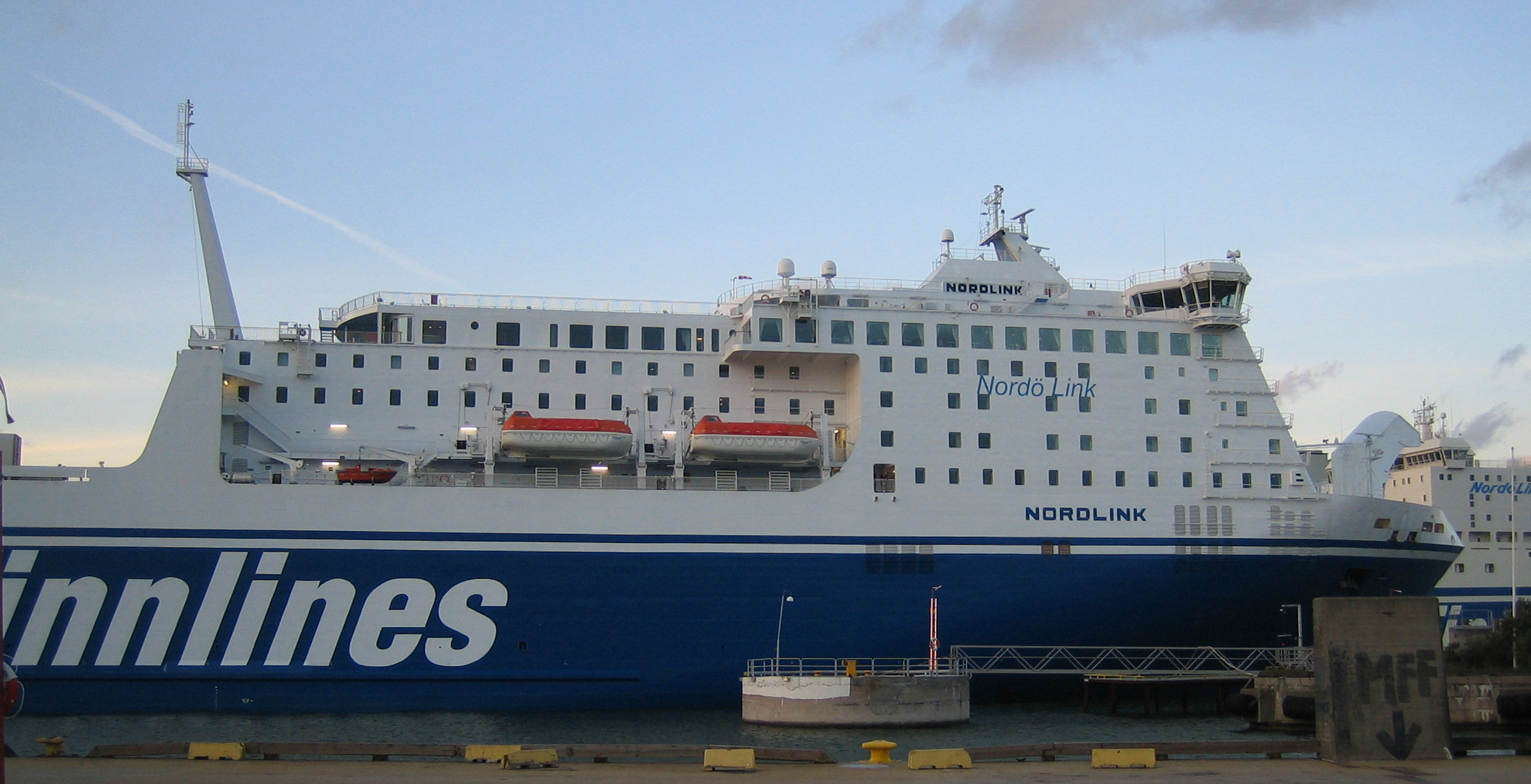
M/S Nordlink

Nordö Link är ett rederi, grundat 1986, som bedriver färjetrafik mellan Malmö och Travemünde. År 2001 såldes rederiet till Finnlines och blev ett helägt dotterbolag.
Idag finns varumräket Nordö Link inte längre kvar på fartygen, istället används Finnlines som varumärke. Bolaget heter dock fortfarande Rederi Ab Nordö Link.

## Fartyg
- M/S Finnfellow
- M/S Finnpartner
- M/S Finntrader
- M/S Finnswan